# 达累斯萨拉姆港
达累斯萨拉姆港，坦桑尼亚主要港口，该国三大海港之一，货物吞吐量占全国90%。据国际港口和港湾协会统计该港口是仅次于南非的德班港、肯尼亚蒙巴萨启林迪尼港和莫桑比克马普托港的非洲大陆在印度洋海岸上的第四大港口。

## 历史

### 殖民地时期

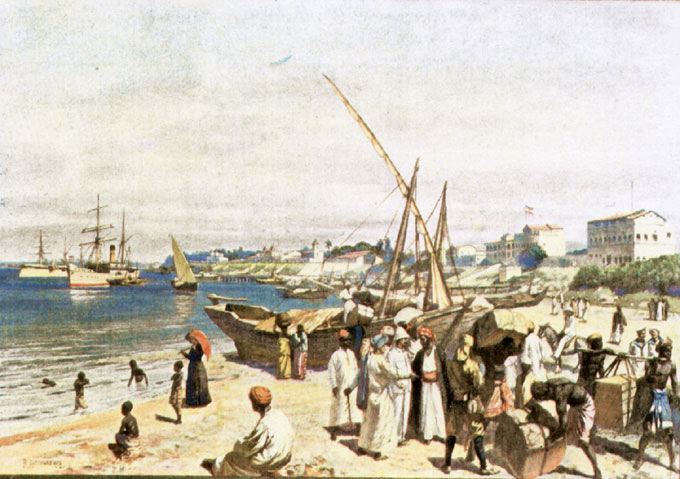
奥托马尔·贝塔1908年《来自我们的殖民地》中达累斯萨拉姆港图片

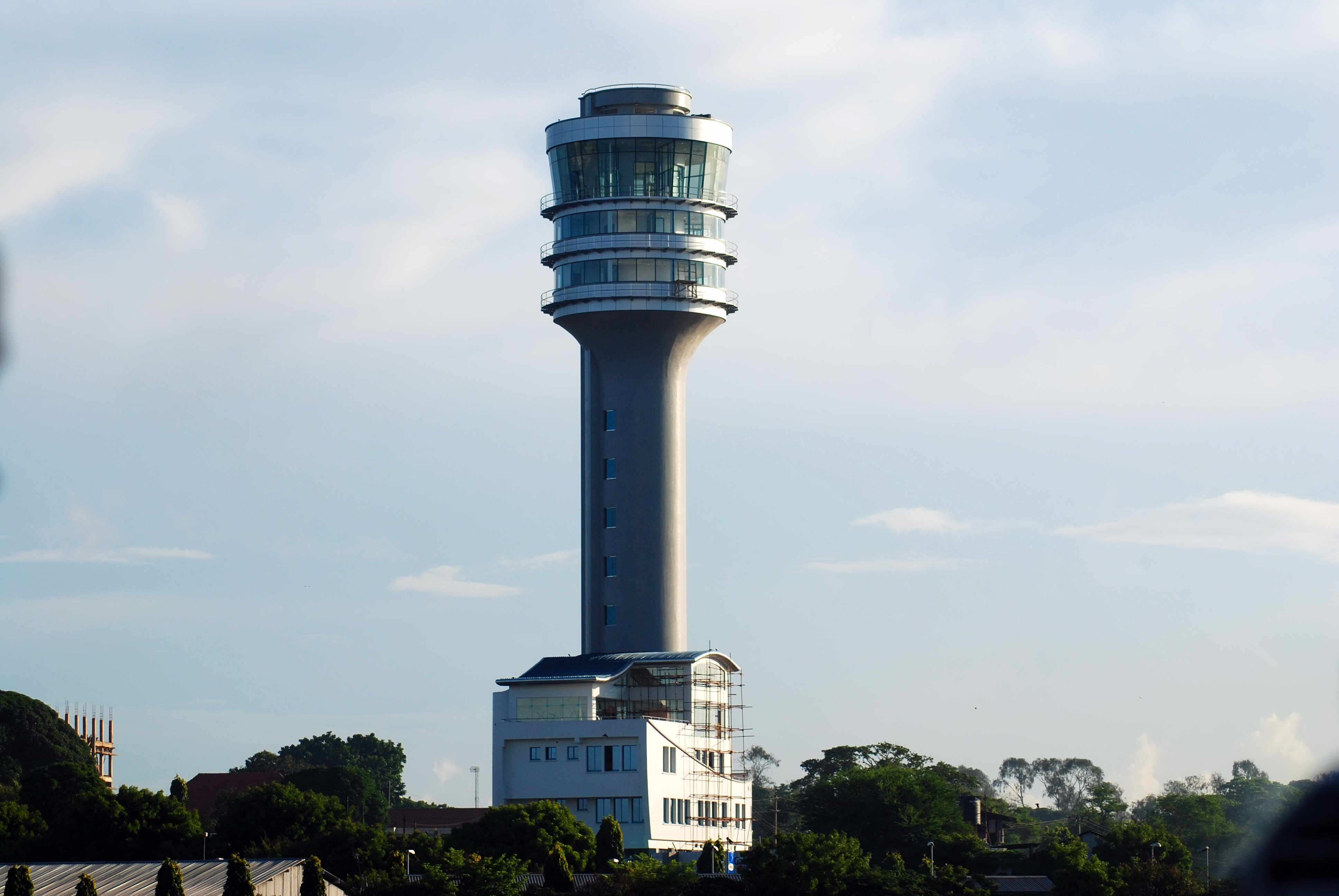
位于基武科尼东南的达累斯萨拉姆港灯塔

1862年，桑给巴尔苏丹马吉德·本·赛义德开始建造达累斯萨拉姆港作为巴加莫约港和桑给巴尔港的替代港口。“达累斯萨拉姆”是非洲班图语与阿拉伯语的混合语词汇，意为“和平之港”。马吉德苏丹去世后，该港口的建设被搁置。直到1887年，德国东非公司开始重建该市时才恢复港口建设。